# توم بيلي (لاعب كريكت)
توم بيلي (21 أبريل 1991 في المملكة المتحدة - ) (بالإنجليزية: Tom Bailey)‏ هو لاعب كريكت بريطاني. لعب مع نادي مقاطعة لانكشر للكريكت ‏.

## وصلات خارجية
- توم بيلي على موقع إي آس بي آن كريك إنفو (الإنجليزية)